# واشنطن أورتيغا
واشنطن أورتيغا (بالإسبانية: Washington Ortega)‏ هو لاعب كرة قدم أوروغواياني في مركز حراسة المرمى، ولد في 13 نوفمبر 1994 في ترانكويراس ‏ في الأوروغواي. لعب مع نادي دانوبيو.

## وصلات خارجية
- واشنطن أورتيغا على موقع قاعدة بيانات كرة القدم.إي يو (الإنجليزية)
- واشنطن أورتيغا على موقع Soccerway.com (الإنجليزية)